# 南哲行
南 哲行 （みなみ のりゆき、1951年または1952年 - ）は、日本の建設・国土交通技官。国交省砂防部長、北海道大学大学院特任教授、全国治水砂防協会常務理事等を歴任。

## 経歴・人物
高知県高知市出身。1977年 (昭和52年) 京都大学農学部卒。同年建設省入省、北海道庁土木部、九州地方建設局大隅工事事務所長、建設省土木研究所砂防研究室長、奈良県土木部長、国交省東北地方整備局道路部長、同河川部長、水管理・国土保全局砂防計画課長、2011年7月、砂防部長。2013年1月 大野宏之を後任に砂防部長退任、退官。同年 北海道大学大学院農学研究院国土保全学研究室特任教授 。2015年 全国治水砂防協会常務理事。一般財団法人砂防・地すべり技術センター理事長。

## その他役職
- 斜面防災対策技術協会副会長[7]

## 栄典
- 2022年 (令和4年) 秋の叙勲で瑞宝中綬章[1]